# Tournefortia bojeri
Espèce
Classification phylogénétique
Statut de conservation UICN

 CR  : 
En danger critique
Tournefortia bojeri est une espèce de plantes arbustives de la famille des Boraginaceae. C'est une espèce endémique de La Réunion, considérée comme éteinte dans la nature.

## Galerie photos

Feuilles
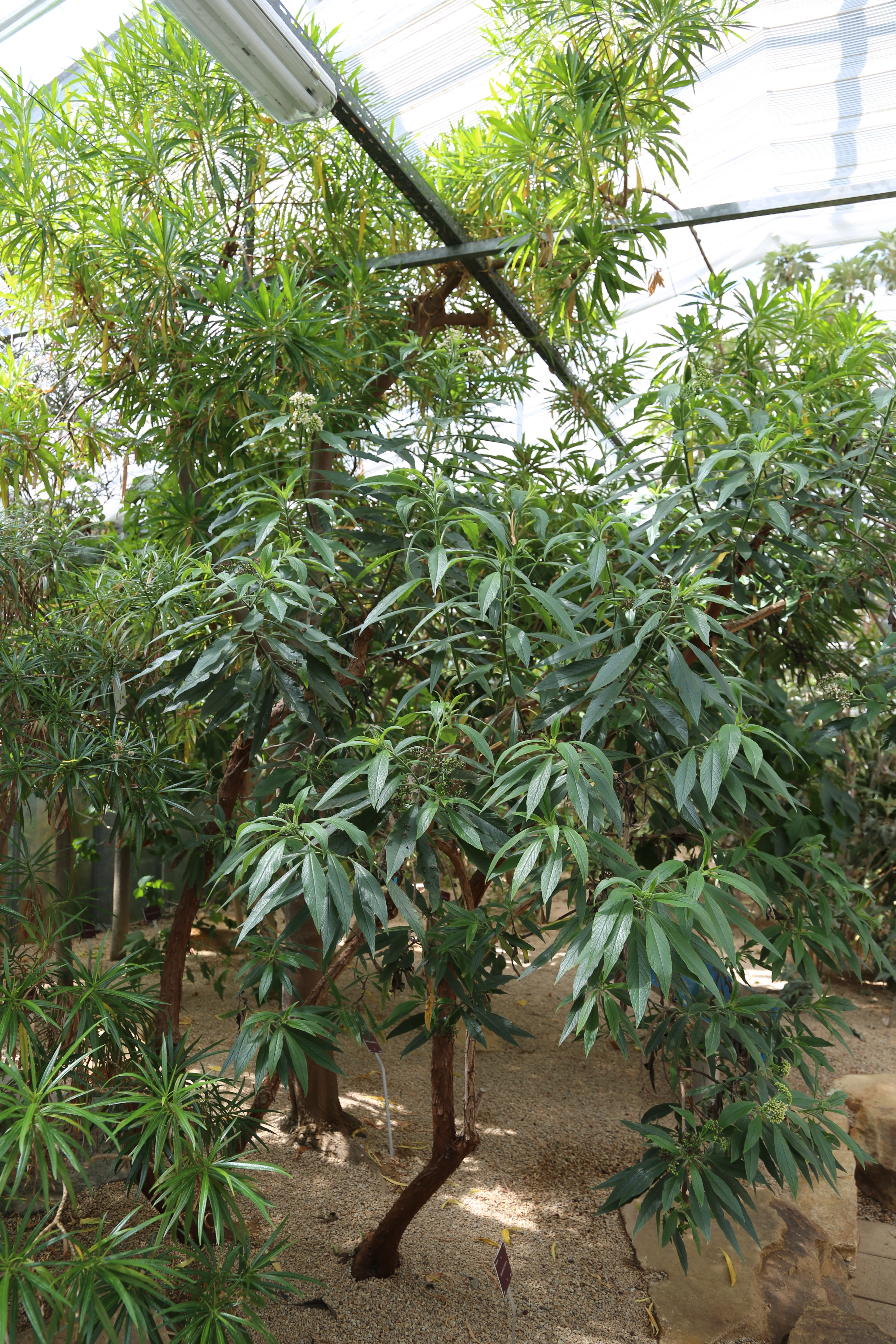
Plant de Tournefortia sous serre
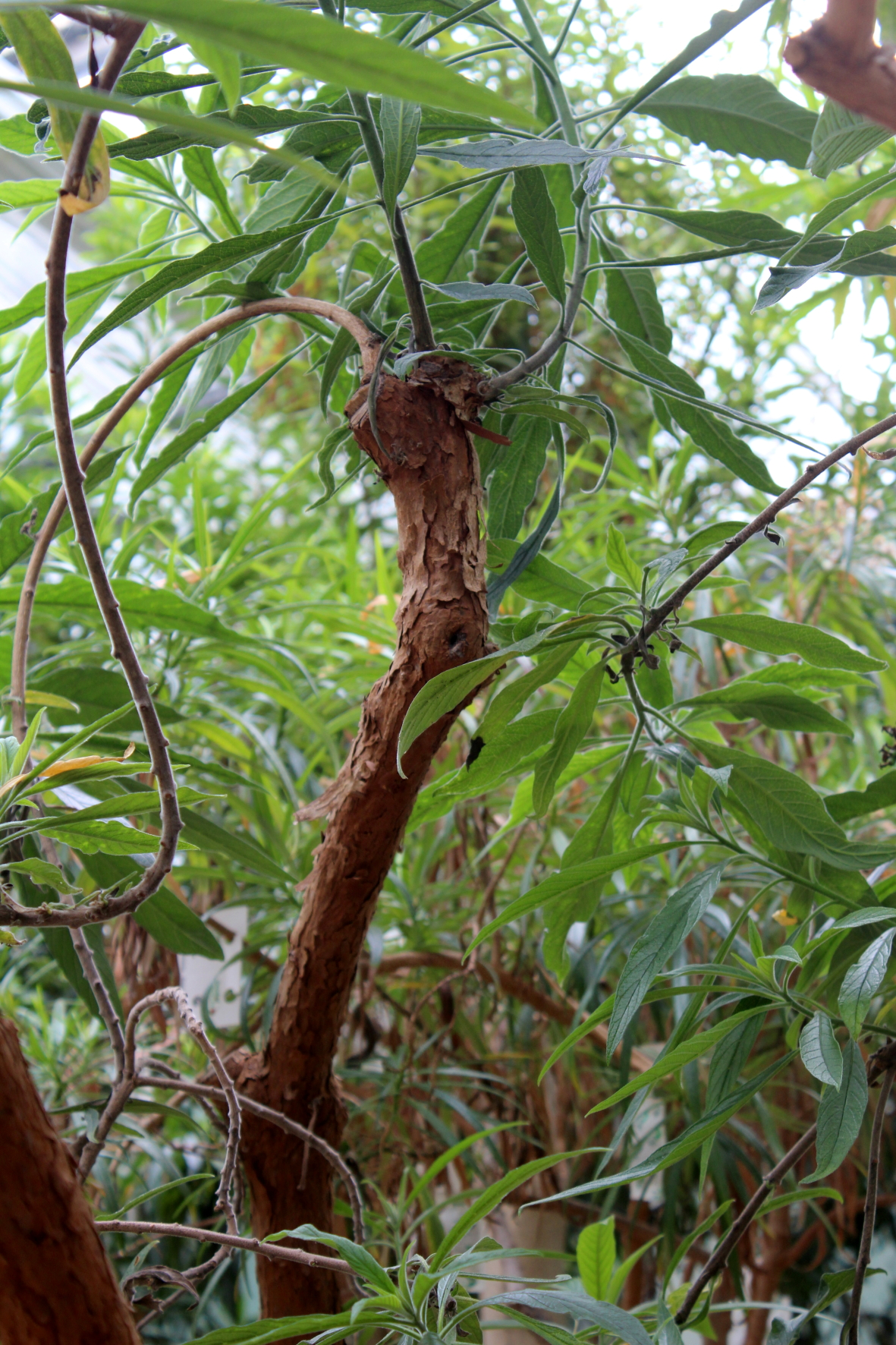
Tronc et feuilles
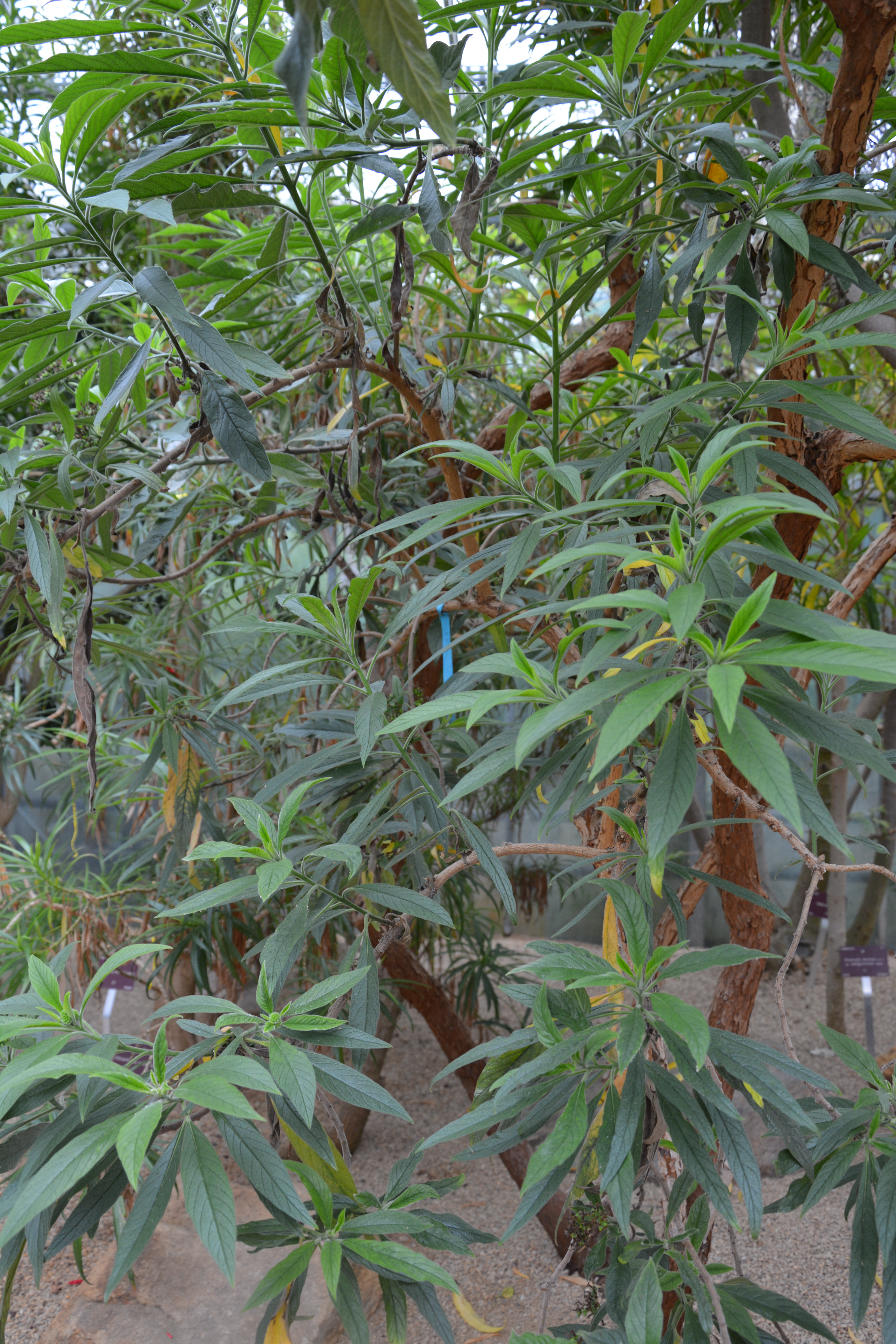
Feuilles
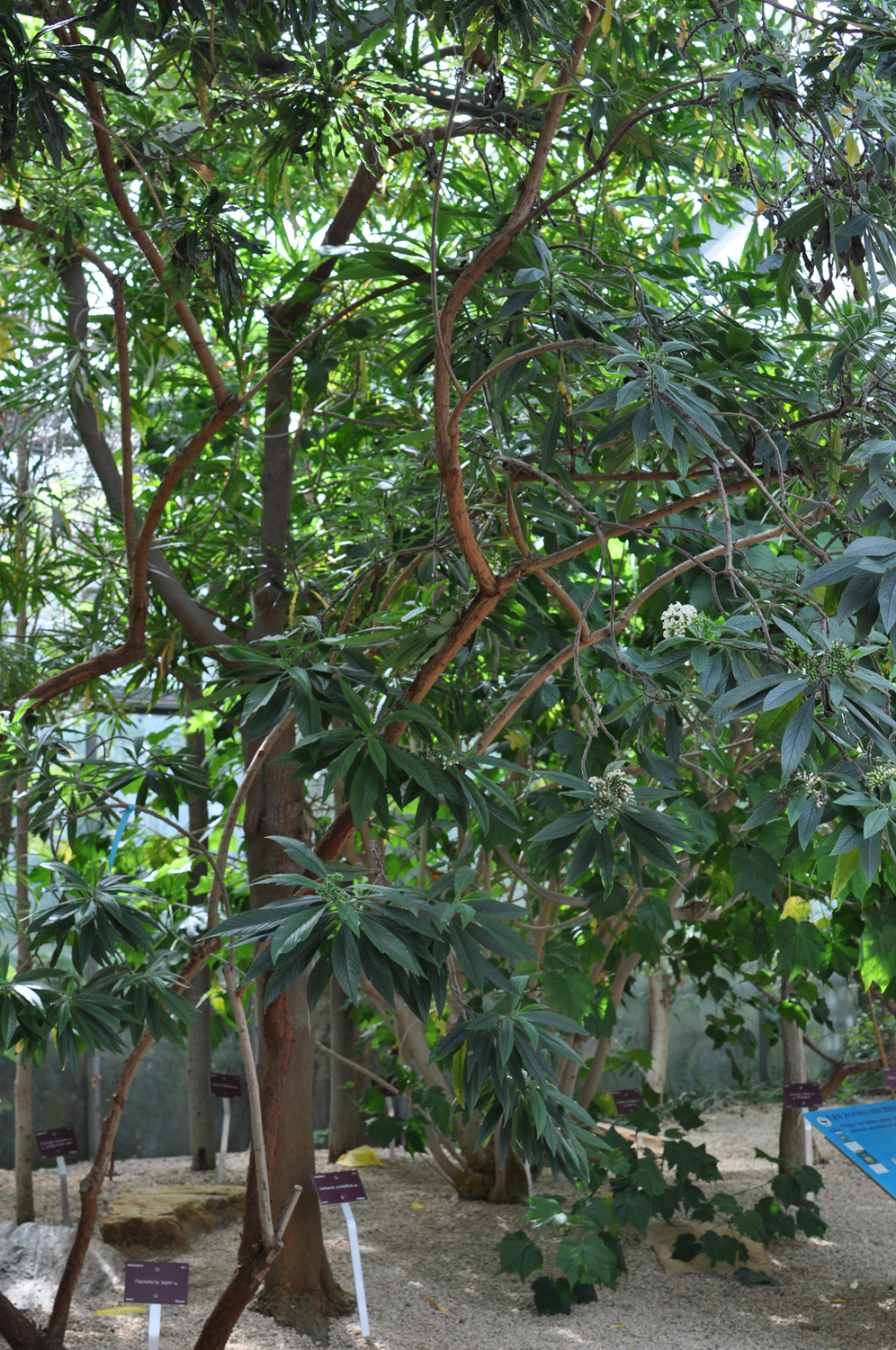
Tronc et feuilles
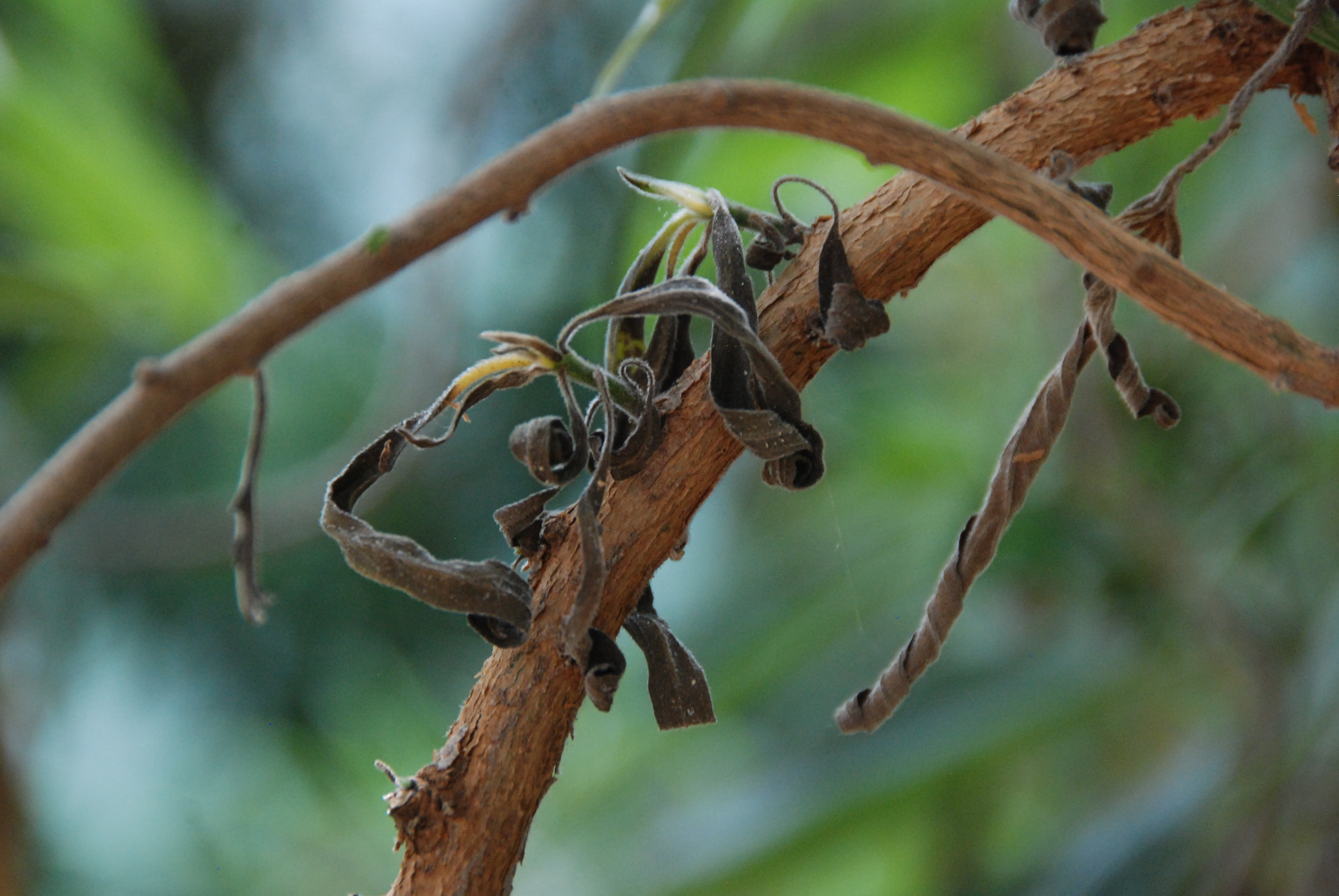
Feuilles
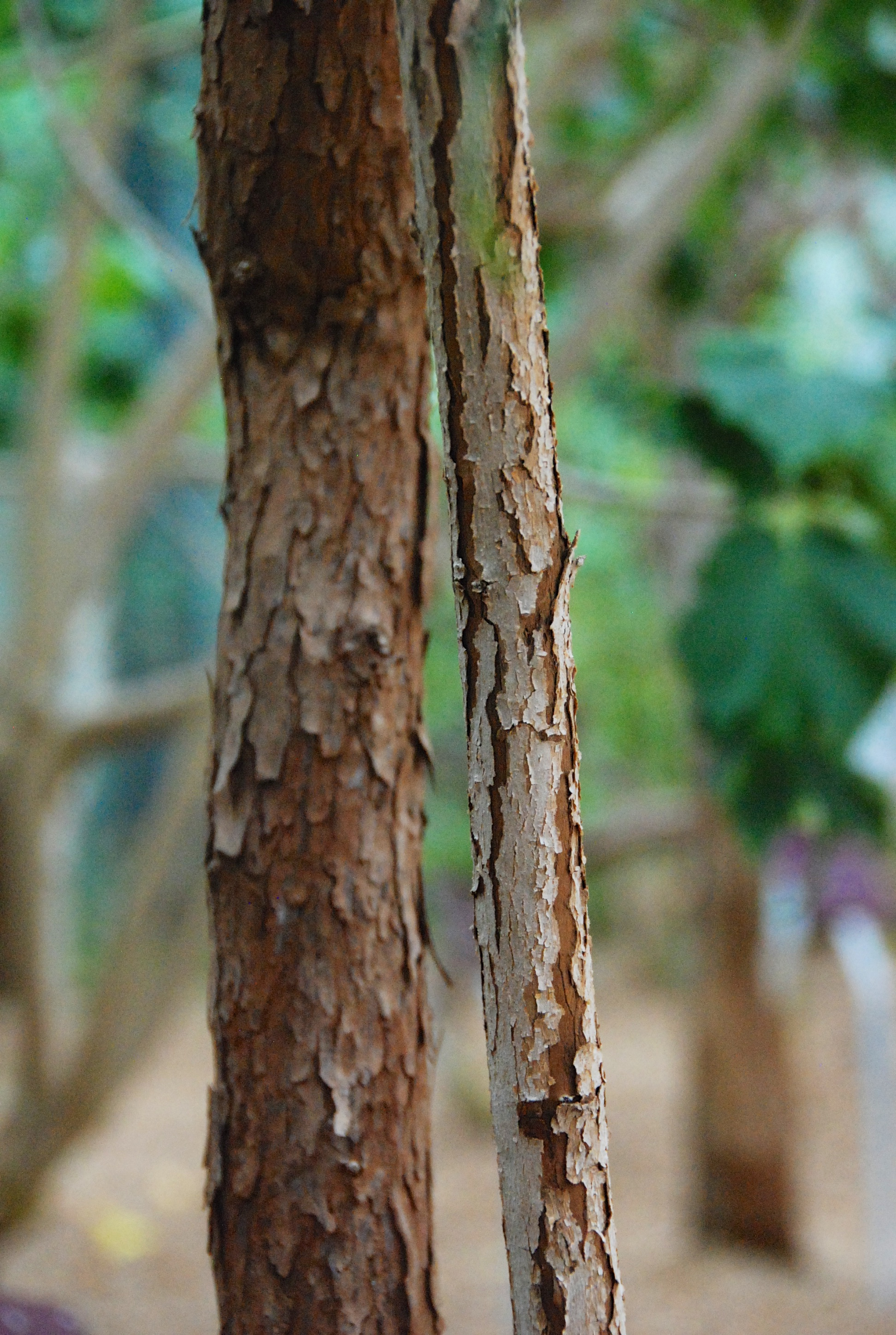
Tronc

Fleurs
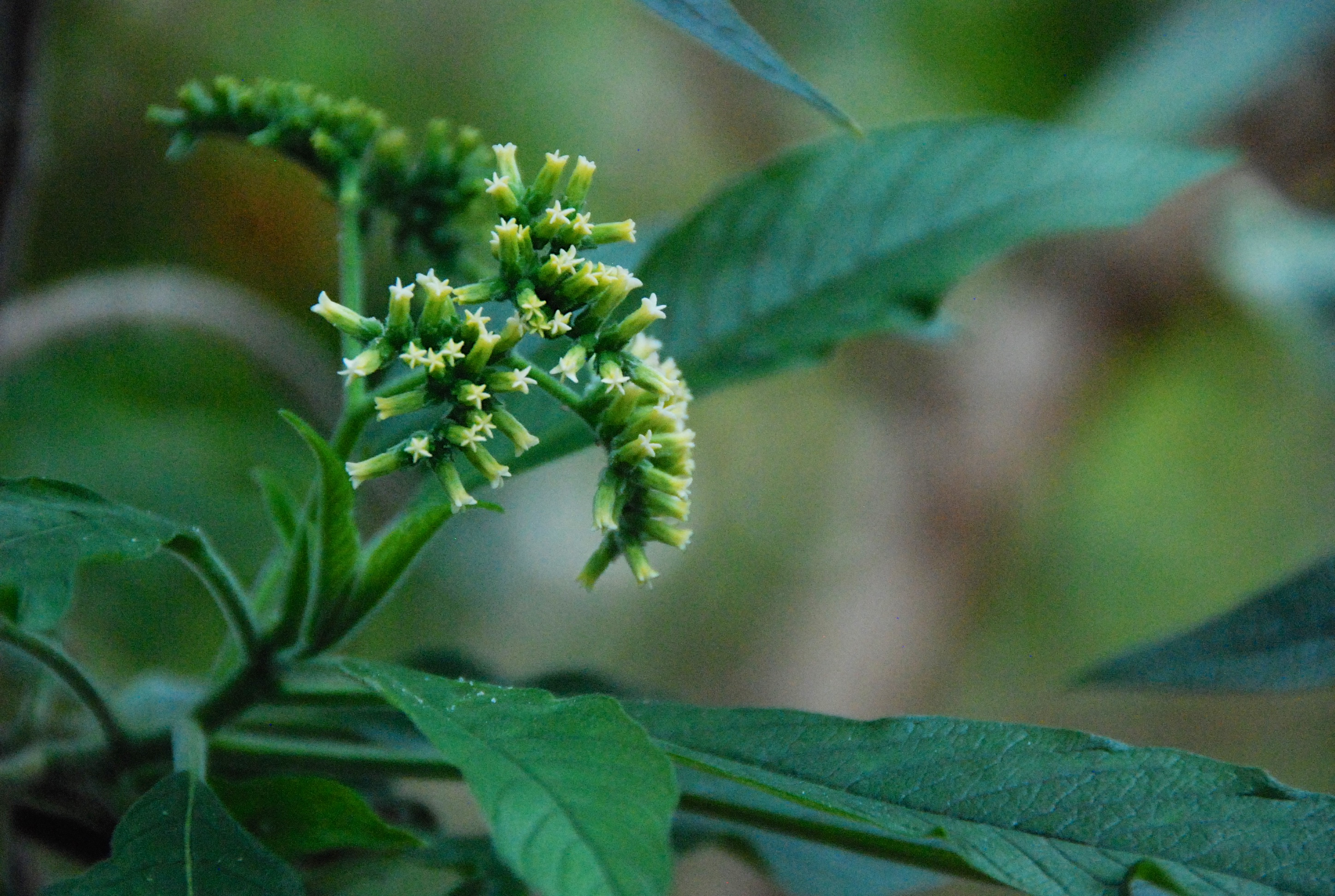
Début de floraison
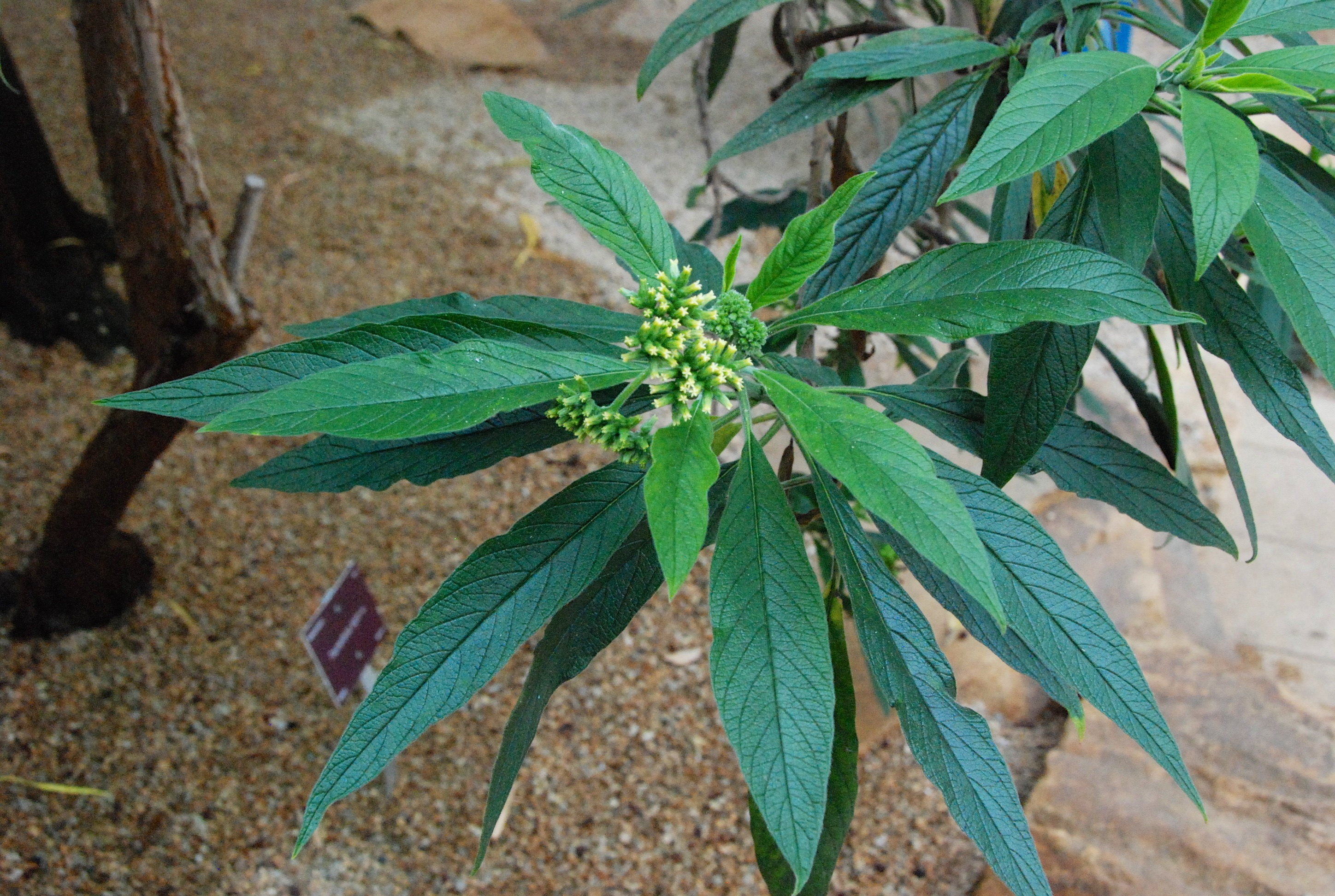
Début de floraison
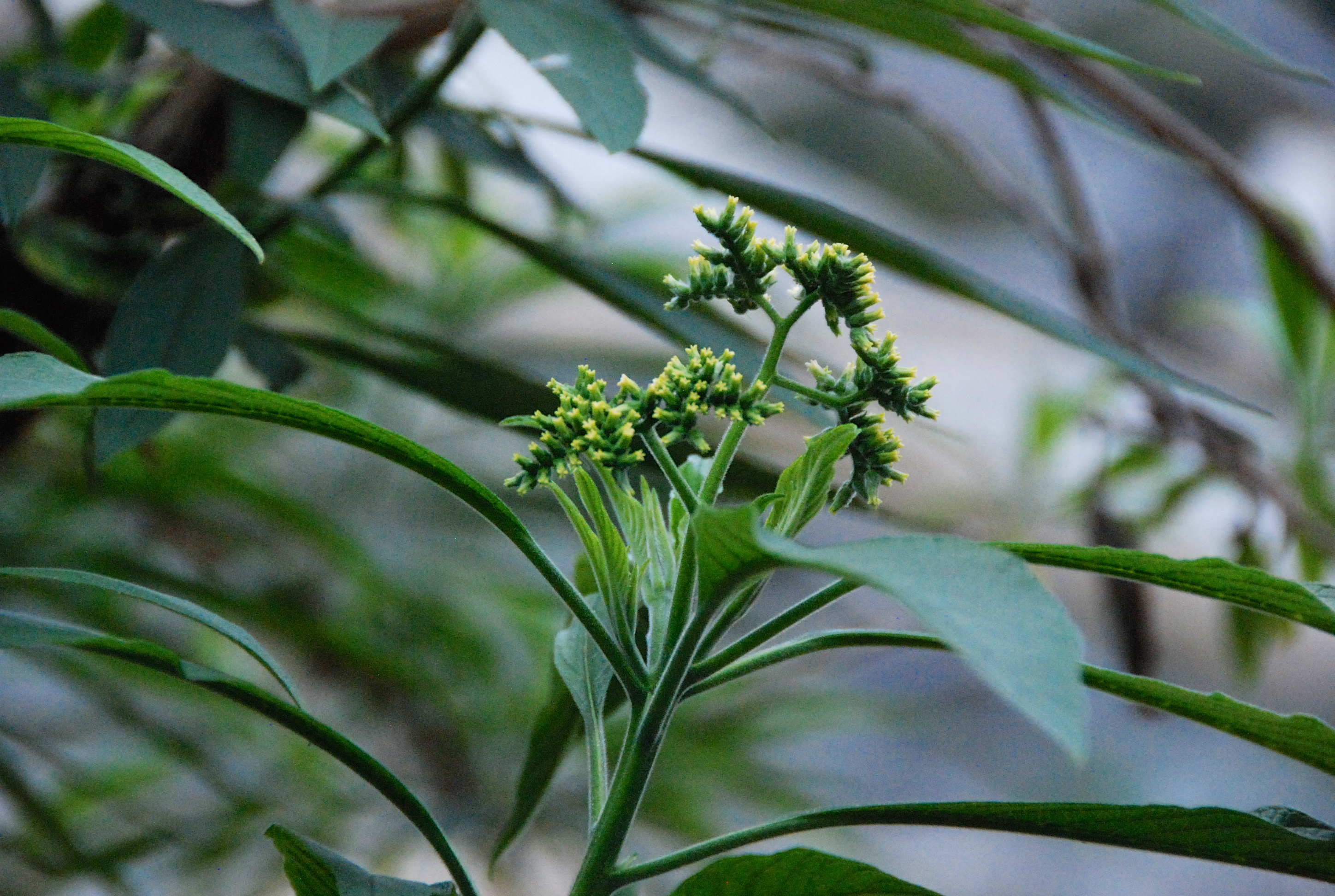
Début de floraison
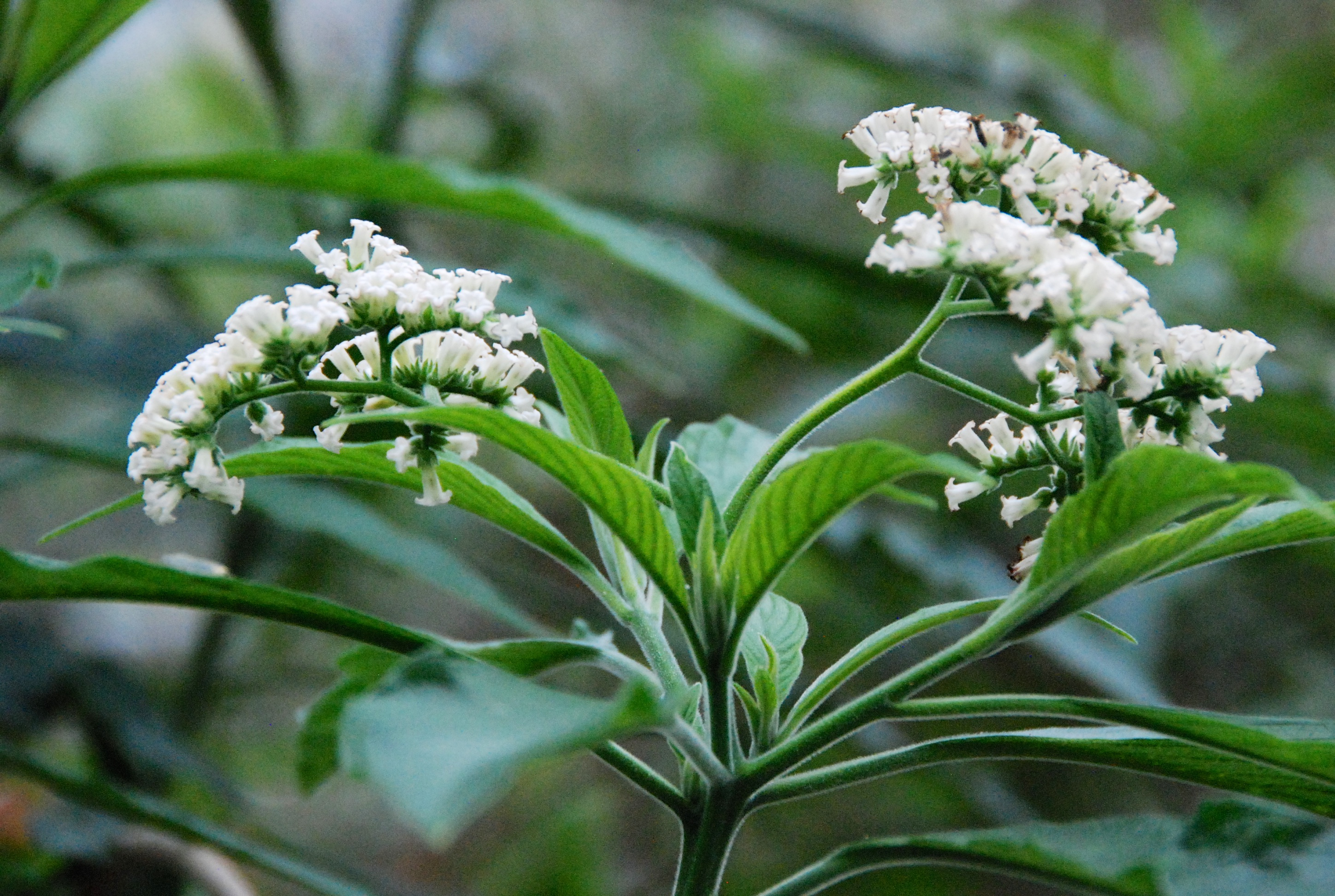
Fleurs
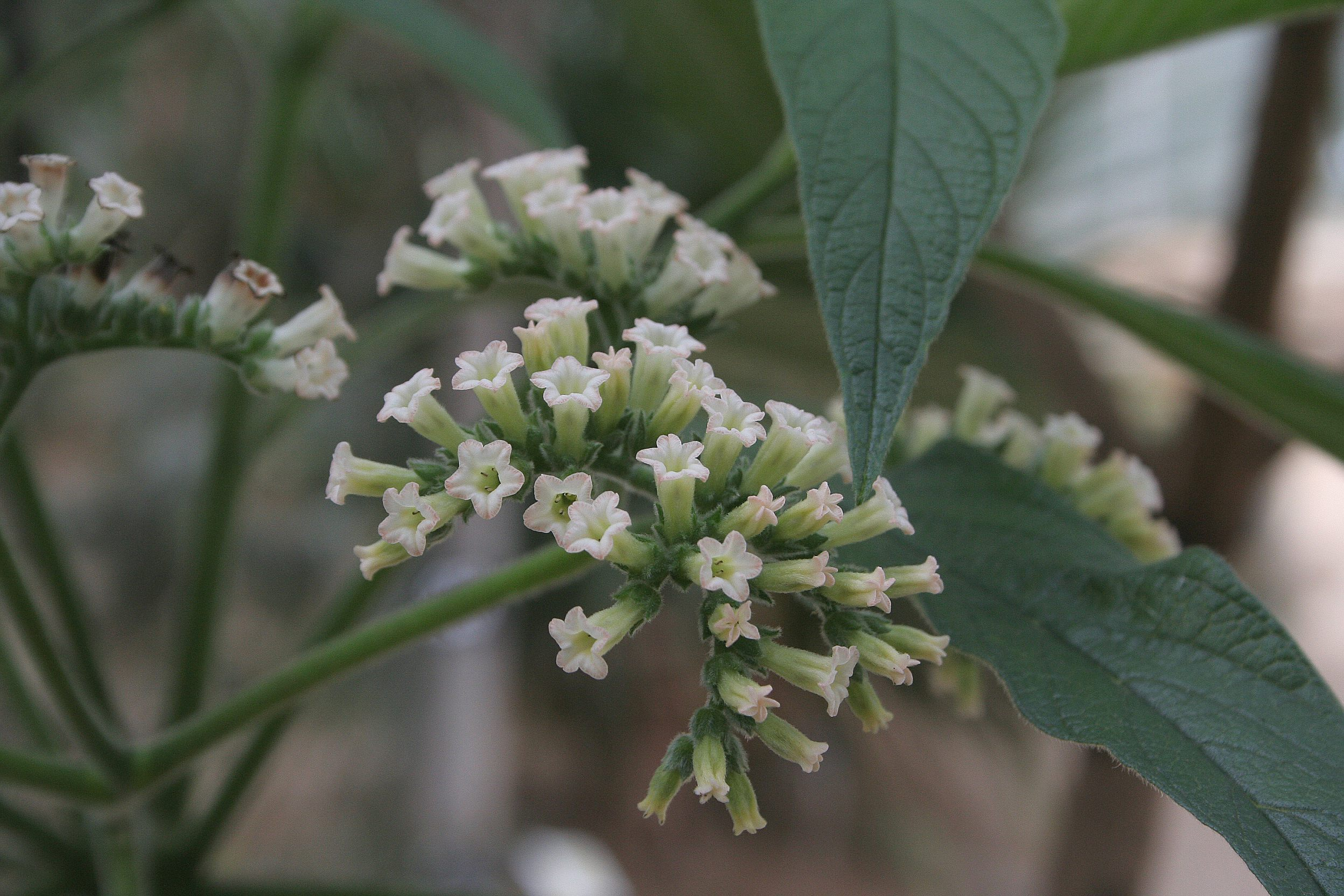
Fleurs
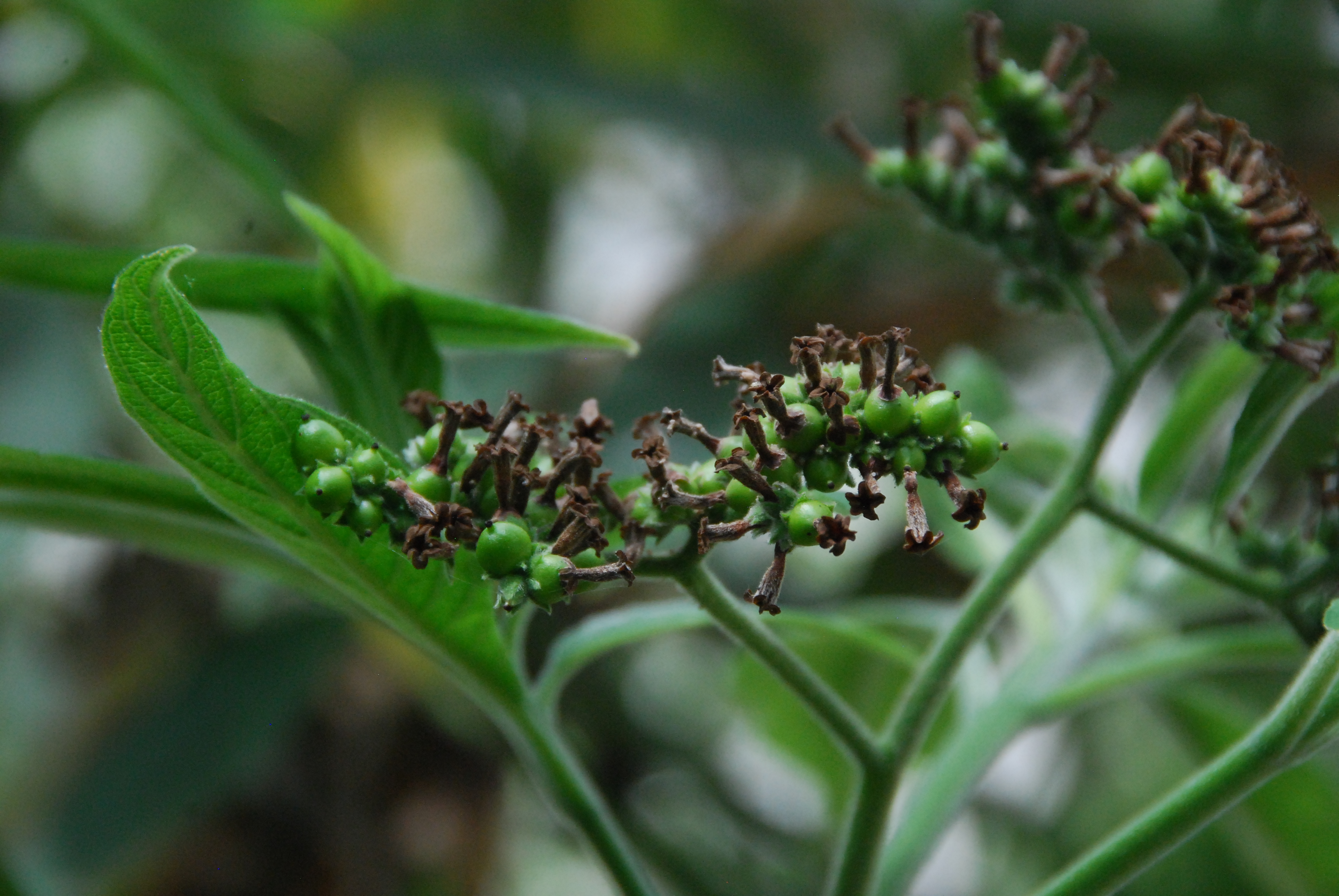
Fin de floraison